# جاستن كينغ (موسيقي)
جاستن كينغ (بالإنجليزية: Justin King)‏ هو موسيقي أمريكي، ولد في 1980.

## وصلات خارجية
- الموقع الرسمي